# Alta crítica
La crítica histórica, también conocida como el método histórico-crítico o Alta crítica, es una rama de la crítica que investiga los orígenes de los textos antiguos con el fin de comprender "el mundo detrás del texto". Si bien a menudo se analiza en términos de escritos judíos y cristianos de la antigüedad, la crítica histórica también se ha aplicado a otros escritos religiosos y seculares de diversas partes del mundo y períodos de la historia.
El objetivo principal de la crítica histórica es descubrir el significado primitivo u original del texto en su contexto histórico original y su sentido literal o "sensus literalis historicus". El objetivo secundario busca establecer una reconstrucción de la situación histórica del autor y los destinatarios del texto. Eso puede lograrse reconstruyendo la verdadera naturaleza de los eventos que describe el texto. Un texto antiguo también puede servir como documento, registro o fuente para reconstruir el pasado antiguo, que también puede ser de interés principal para el crítico histórico. Con respecto a la interpretación bíblica semítica, el crítico histórico podría interpretar la literatura de Israel así como la historia de Israel. En la crítica bíblica del siglo XVIII, el término "alta crítica" se usaba comúnmente en la erudición convencional. En contraste con "crítica inferior". En el siglo XXI, la crítica histórica es el término más comúnmente utilizado para la alta crítica, y la crítica textual es más común que la expresión vaga "baja crítica".
La crítica histórica comenzó en el siglo XVII y ganó reconocimiento popular en los siglos XIX y XX. La perspectiva del crítico histórico temprano estaba enraizada en la ideología de la Reforma protestante ya que su enfoque de los estudios bíblicos estaba libre de la influencia de la interpretación tradicional. Cuando la investigación histórica no estaba disponible, la crítica histórica se basaba en la interpretación filosófica y teológica. Con cada siglo que pasaba, la crítica histórica se refinó en varias metodologías utilizadas hoy en día: crítica de origen, crítica de forma, crítica de redacción, crítica de tradición, crítica canónica, y metodologías relacionadas.

## Métodos
Los métodos histórico-críticos son los procedimientos específicos que se utiliza para examinar los orígenes históricos del texto, como la hora y el lugar en que se escribió el texto, sus fuentes y los eventos, fechas, personas, lugares, cosas y costumbres que se mencionan o implican en el texto.

### Solicitud
La aplicación del método histórico-crítico, en los estudios bíblicos, investiga los libros de la Biblia hebrea así como el Nuevo Testamento. Los críticos históricos comparan los textos con cualquier artefacto textual contemporáneo existente, es decir, otros textos escritos en la misma época. Un ejemplo es que la erudición bíblica moderna ha intentado comprender el Libro del Apocalipsis en su contexto histórico del siglo I mediante la identificación de su género literario con la literatura apocalíptica judía y cristiana.
Con respecto a los Evangelios, la alta crítica se ocupa del problema sinóptico, las relaciones entre el Evangelio de Mateo, el Evangelio de Marcos, y el de Lucas. En algunos casos, como con varias epístolas paulinas, la alta crítica puede confirmar o desafiar la comprensión tradicional o recibida de la autoría.[cita requerida] La alta crítica entiende los textos del Nuevo Testamento dentro de un contexto histórico: es decir, que no son adamantinos sino escritos que expresan la traditio (lo que se transmite). La verdad está en el contexto histórico.
En los estudios clásicos, el enfoque del siglo XIX de la alta crítica dejó de lado "los esfuerzos por llenar la religión antigua con significado y relevancia directos y se dedicó en cambio a la recopilación crítica y el orden cronológico del material de origen". Por lo tanto, la alta crítica, ya sea bíblica, clásica, bizantina o medieval, se enfoca en los documentos fuente para determinar quién lo escribió y dónde y cuándo fue escrito.
La crítica histórica también se ha aplicado a otros escritos religiosos del hinduismo, el budismo, el confucianismo y el islam.

### Metodologías

Esquema de la Hipótesis Documental

La crítica histórica comprende varias disciplinas, entre ellas crítica de origen, crítica de forma, crítica de redacción, crítica de tradición, crítica canónica.

#### Crítica de la fuente
La crítica de fuentes es la búsqueda de las fuentes originales que se encuentran detrás de un texto bíblico dado. Se remonta al sacerdote francés del siglo XVII Richard Simon, y su producto más influyente es sin duda el Prolegomena zur Geschichte Israels' de Julius Wellhausen ' (1878), cuya "perspicacia y claridad de expresión han dejado una huella indeleble en los estudios bíblicos modernos".

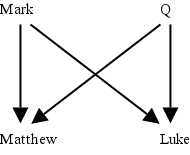
Crítica de las fuentes: diagrama de la hipótesis de las dos fuentes, una explicación de la relación de los evangelios de Mateo, Marcos y Lucas.

#### Forma crítica
La crítica de formas divide la Biblia en secciones ("perícopas", historias), que se analizan y clasifican por géneros (prosa o verso, cartas, leyes, archivos judiciales, himnos de guerra, poemas de lamento, etc.). El crítico de la forma luego teoriza sobre el Sitz im Leben ("escenario en vida") de la perícopa, el encuadre en el que fue compuesta y, especialmente, utilizada. La historia de la tradición es un aspecto específico de la crítica de la forma, que tiene como objetivo rastrear la forma en que las perícopas ingresaron a las unidades más grandes del canon bíblico, especialmente la forma en que hicieron la transición de la forma oral a la escrita. La creencia en la prioridad, la estabilidad e incluso la detectabilidad de las tradiciones orales ahora se reconoce tan profundamente cuestionable que hace que la historia de la tradición sea en gran medida inútil, pero la crítica de formas continúa desarrollándose como una metodología viable en los estudios bíblicos.

#### Crítica de redacción
La crítica de redacción estudia "la recopilación, ordenación, edición y modificación de las fuentes" y se utiliza con frecuencia para reconstruir la comunidad y los propósitos de los autores del texto.

## Historia
La crítica histórica aplicada a la Biblia comenzó con Baruch Spinoza (1632-1677).
Cuando se aplica a la Biblia, el método histórico-crítico es distinto del enfoque devocional tradicional. En particular, mientras que los lectores devocionales se preocupan por el mensaje general de la Biblia, los historiadores examinan los distintos mensajes de cada libro de la Biblia. Guiados por el enfoque devocional, por ejemplo, los cristianos a menudo combinan relatos de diferentes evangelios en relatos únicos, pero los historiadores intentan discernir qué es único en cada evangelio, incluso en qué se diferencian.
La frase "alta crítica" se hizo popular en Europa desde mediados del siglo XVIII hasta principios del siglo XX para describir el trabajo de eruditos como Jean Astruc (1684-1766), Johann Salomo Semler (1725 –91), Johann Gottfried Eichhorn (1752–1827), Ferdinand Christian Baur (1792–1860) y Wellhausen (1844–1918). En los círculos académicos, ahora es el cuerpo de trabajo propiamente considerado como "alta crítica", pero la frase a veces se aplica a trabajos anteriores o posteriores utilizando métodos similares.
La "alta crítica" se refería originalmente al trabajo de Alemán eruditos bíblicos de la Escuela de Tübingen. Después del trabajo innovador sobre el Nuevo Testamento de Friedrich Schleiermacher (1768–1834), la siguiente generación, que incluía a eruditos como David Friedrich Strauss (1808–74 ) y Ludwig Feuerbach (1804–72), analizó a mediados del siglo XIX los registros históricos del Medio Oriente desde los tiempos bíblicos, en busca de una confirmación independiente de los eventos en la Biblia . Estos últimos eruditos se basaron en la tradición de la Ilustración y el racionalismo en pensadores como John Locke (1632-1704), David Hume, Immanuel Kant, Gotthold Lessing, Gottlieb Fichte, G. W. F. Hegel (1770–1831) y los racionalistas franceses.
Tales ideas influenciaron el pensamiento en Inglaterra a través del trabajo de Samuel Taylor Coleridge y, en particular, a través de las traducciones de George Eliot de La vida de Jesús de Strauss. (1846) y La esencia del cristianismo de Feuerbach (1854). En 1860, siete liberal anglicanos teólogos comenzaron el proceso de incorporar esta crítica histórica a la doctrina cristiana en Essays and Reviews, provocando una tormenta de cinco años de controversia. , que eclipsó por completo los argumentos sobre el recién publicado Sobre el origen de las especies de Charles Darwin. Dos de los autores fueron acusados de herejía y perdieron sus trabajos en 1862, pero en 1864, la sentencia fue anulada en apelación. La Vie de Jésus (1863), la obra seminal de un francés, Ernest Renan (1823–1892), continuó en la misma tradición que Strauss y Feuerbach. En el catolicismo, L'Evangile et l'Eglise (1902), la obra magna de Alfred Loisy contra la Esencia del cristianismo de Adolf von Harnack [cita requerida] (1851-1930) y La Vie de Jesus de Renan, dieron origen a la modernismo teológico (1902-1961). Algunos eruditos, como Rudolf Bultmann (1884-1976) han utilizado una mayor crítica de la Biblia para " desmitologizar".
John Barton sostiene que el término "método histórico-crítico" combina dos distinciones no idénticas, y prefiere el término "crítica bíblica": según él, el estudio histórico puede ser crítico o no crítico; y el estudio crítico puede ser histórico o no histórico. Esto sugiere que el término "método histórico-crítico" es un híbrido incómodo y es mejor evitarlo.

## Objeciones evangélicas
A partir del siglo XIX, el esfuerzo de parte de los eruditos y escritores evangélicos se dedicó a oponerse a las teorías de los eruditos críticos superiores. Los evangélicos de la época acusaron a los "críticos superiores" de presentar sus dogmas como hechos indiscutibles. Eruditos como Thomas H. Horne, James Orr, William Henry Green, William M. Ramsay, Robert D. Wilson, L. W. Munhall, Reuben A. Torrey, Gleason Archer Jr. todos han hecho contribuciones académicas. Algunos de estos puntos de vista opestos todavía tienen apoyo en los círculos evangélicos de hoy. Nunca ha habido una postura centralizada sobre la alta crítica, y las denominaciones protestantes están parcialmente divididas sobre el tema (por ejemplo, Controversia fundamentalista-modernista, Controversia degradante, etc.). Los evangélicos prefieren el método histórico-gramatical de interpretación bíblica. Tales puntos de vista evangélicos no son sostenidos por la preponderancia de académicos contemporáneos afiliados a las principales universidades.
Los cristianos evangélicos a menudo han atribuido en parte el declive de la fe cristiana (es decir, menor asistencia a la iglesia, menos conversiones a la fe en Jesucristo, desespiritualización de la Biblia, sincretismo de la filosofía y las Escrituras, etc.) en el mundo occidental a las consecuencias de la alta crítica: la aceptación de dogmas críticos superiores engendra representaciones conflictivas del cristianismo protestante.
Por otro lado, los intentos de revivir la crítica superior extrema de la Escuela Radical Holandesa por parte de Robert M. Price, Darrell J. Doughty y Hermann Disuasivos también han sido recibidos con fuertes críticas e indiferencia por parte de los académicos de la corriente principal. Tales posiciones se limitan hoy en día al periódico menor Journal of Higher Criticism y otras publicaciones marginales.

### Citas
1. 1 2  Soulen, Richard N.; Soulen, R. Kendall (2001). Handbook of biblical criticism (3rd ed., rev. and expanded. edición). Louisville, Ky.: Westminster John Knox Press. p. 78. ISBN 0-664-22314-1.
2. 1 2 3 4  Soulen, Richard N. (2001). Handbook of Biblical Criticism. John Knox. p. 79.
3. ↑  Hahn, Scott, ed. (2009). Catholic Bible dictionary (1st edición). New York: Doubleday. ISBN 978-0-385-51229-9.
4. ↑  Soulen, Richard N. (2001). Handbook of Biblical Criticism. John Knox. pp. 108, 190.
5. ↑  Gerhard Ebeling. Word and Faith. Philadelphia, Fortress Press, 1963
6. ↑  Burkert, Greek Religion (1985), Introduction.
7. ↑  Antony F. Campbell, SJ, "Preparatory Issues in Approaching Biblical Texts," in The Hebrew Bible in Modern Study, p. 6. Campbell renames source criticism as "origin criticism".
8. ↑  «BibleDudes: Biblical Studies: Form». bibledudes.com. Archivado desde el original el 28 de septiembre de 2011. Consultado el 8 de agosto de 2022.
9. ↑  «Review of Biblical Literature». www.bookreviews.org. Archivado desde el original el 19 de noviembre de 2021. Consultado el 8 de agosto de 2022.
10. ↑  «Religious Studies Department, Santa Clara University.». Archivado desde el original el 28 de febrero de 2006.
11. ↑  
Compare:
Durant, Will (1961). «4: Spinoza». The Story of Philosophy: The Lives and Opinions of the Great Philosophers of the Western World. A Touchstone book (en inglés). New York: Simon and Schuster. p. 125. ISBN 9780671201593. Consultado el 23 de julio de 2017. (requiere registro). «...the movement of higher criticism which Spinoza initiated has made into platitudes the propositions for which Spinoza risked his life.»
12. 1 2 3  Ehrman, Bart D. Jesus, Interrupted, HarperCollins, 2009. ISBN 0-06-117393-2
13. ↑  The Columbia Encyclopedia, Sixth Edition, 2007
14. ↑  John Barton, The Nature of Biblical Criticism, Westminster John Knox Press (2007), p. 39.
15. ↑  «How Do We Know What “Most Scholars” Think?» (en inglés). 20 de enero de 2017. Cita: «Primero, ¿qué se enseña sobre el Nuevo Testamento a los estudiantes universitarios en los colegios y universidades que NO son evangélicas? Puede elegir cualquier tipo de escuela que desee, y yo (y prácticamente todos los demás estudiosos en el campo) podemos decirle la respuesta, simplemente porque yo (y ellos) conocemos (ya sea personalmente o por reputación) virtualmente a todos los eruditos mayores (y muchos jóvenes) en esos lugares. Estos eruditos prácticamente siguen la línea que indico: sobre Juan, 1 Timoteo, la Evangelios y la mayoría de los otros temas críticos».
16. ↑  «D. Martyn Lloyd-Jones on the Authority of Scripture—We Must Choose Between Two Positions». Albert Mohler. Consultado el 23 de octubre de 2021.
17. ↑  Ehrman, Bart D. (20 de marzo de 2012). Did Jesus Exist?: The Historical Argument for Jesus of Nazareth (en inglés). Harper Collins. ISBN 978-0-06-208994-6.